# Daurska lasta
Daurska lasta (лат. Cecropis daurica) mala je ptica pevačica pripadnik familije lasta. Gnezdi se u planinskim predelima submediteranske i mediteranske zone južne Evrope i Azije od Portugalije i Španije pa sve do Japana, Indije, Šri Lanke i tropske Afrike. Indijske i Afričke populacije su stanarice, dok ptice iz Evrope i Azije migriraju. Zimu provode u Africi ili Indiji i retko se mogu sresti na Uskršnjem ostrvu i severnoj Australiji.
Daurske laste su po habitusu i obojenosti jako slične ostalim predstavnicima insektivornih ptica sa sličnim ekološkim zahtevima kao što su srodne vrste lasta ili nesrodni predstavnici familije čiopa (Apodiformes).
Daurska lasta jako podseća po obojenosti na seosku lastu (Hirundo rustica) ali ono po čemu se sigurno razlikuje od nje je:
1. sa gornje strane tela upečatljivo oker obojen trtični deo leđa
2. sa donje strane tela upečatljiv crno obojeni rep i pokrovna pera repa
3. na glavi se uočava crno obojena kapa dok je ostatak ovog dela tela obojen oker bojom

Ovo su brze ptice koje svoj plen hvataju u letu i pri izuzetno velikim brzinama. Imaju široka, ali zašiljena krila.
Daurske laste prave „loptasta” gnezda sa tunelskim ulazom u gnezdeći deo gnezda. Gnedo pravi od gromuljica blata ili mulja uvaljanim u vlati trave kojom gnezdo pored nrophodne rigidnosti dobija i elastičnost. Polaže između 3 do 6 jaja bele boje. Najčećše se gnezde na litičastim odsecima u planinskim regionima ali se može takođe sresti i na napuštenim zgradama ili pod mostovima kako gradi gnezda.
Najćešće se ne grupišu u kolonije velike brojnosti, ali se sakupljaju u velika jata van sezone gnežđenja.

## Taksonomija
Daursku lastu je formalno opisao finsko-švedski sveštenik, istraživač i prirodnjak Erik Laksman 1769. godine, upotrebljavajući uzorak sa planine Šlanger (Zmeinogorsk) u Rusiji. Najčešće se stavlja u okviru roda Cecropis koji je napravio nemački naučnik Fridrih Boje 1826. godine, što svakako može biti tema za diskusiju jer nije toliko različita od pripadnika roda Hirundo,. Pridev vrste daurica potiče od Daurije, planinskog regiona istočno od Bajkalskog jezera u Rusiji. Alternativni rod Hirundo je reč latinskog porekla i označava „laste”. Neki naučnici smatraju da je zapadna afrička lasta podvrsta daurske laste.
Vrsta se smatra kompleksom „supervrste” sa zapadnom afričkom lastom (Hirundo striolata). Širokorasprostranjena populacija pokazuje velike varijacije u habitusu i zato je opisan veliki broj podvrsta. Mnoge od njih su selice sa preklapajućim arealom zimovališta, pa se na takvim mestima ne može vršiti opisivanje podvrsta.
Podvrsta rufula južne Evrope je podvrsta koja se sreće u Srbiji.

## Distribucija i stanište
Gnezde se širom južne Evrope do južnog Sibira i Japana. Ove ptice, zajedno sa populacijom daurske laste iz Maroka zajedno migriraju i provode zimu u Subsaharskoj Africi ili južnoj Aziji.

## Ponašanje i ekologija
Najčešće se sreću iznada livada ili travnatih površina gde love inskete. Ponekad se dešava da koriste slučajne požare i velika stada životinja u pronalasku hrane, jer vatra i kretanje životinja podiže insekte.

### Gnežđenje
Smatra se da je prelaz od „otvorenog - zdelastog”, preko „loptatog bez tunela” do „loptastog sa tunelom” gnezda, predstavlja evolutivni razvoj lasta koje prave gnezda od blata. U Srbiji postoji samo jedna vrsta laste koja ne pravi gnezdo od blata, a to je lasta bregunica (Riparia riparia) koja kopa kanale u lesnim odsecima ili zemljanim nasipima pored neke vodene površine.
U izgradnji gnezda daurske laste učestvuju oba partnera. Parenje se odvija unutar gnezda. Pošto takva strategija parenja ne dozvoljava kompeticiju za ženke između mužjaka, to omogućava izgradnju kolonija onakvih koje se sreću kod gradskih lasta (Delichon urbicum) ali se kolonijalnost daurske laste retko kada sreće, budući da vole da grade pojedinačno gnezda.

## Status zaštite
Internacionalna unija za zaštititu prirode (IUCN) je organizacija koja je odgovorna za procenu ugrožavajućih faktora i davanje određenog konzervacionog statusa vrstama. Uzimajući u obtiz različite kriterijume koje koristi IUCN u oceni statusa vrste, daurska lasta sa svojim ogromnim arealom raspostranjenja i populacijom od nekoliko miliona jedinki je svrstana u okviru kategorije LC (least concern - najmanja briga).
Daurska lasta svoj areal rasprostranjenja polako širi ka severu Evrope, kolonizirajući Francusku i Rumuniju u poslednjim dekadama. Veličina evropske populacije je ocenjena između 100.000 do 430.000 jedinki odnosno 300.000 do 1.290.000.

## Galerija
- Uzorak iz Drakensberga, Južna Afrika
- Sakuplja blato za igradnju gnezda (Parli, Maharaštra, Indija)
- Brda Anantagiri, u okrugu Rangaredi u indijskoj državi Andra Pradeš.
- Sakuplja blato za igradnju gnezda (Parli, Maharaštra, Indija)
- Brda Anantagiri, u okrugu Rangaredi u indijskoj državi Andra Pradeš.
- Daurska lasta na žici (Hong Kong)
- ID composite

## Literatura
- Turner, Angela; Rose, Chris (1989). A Handbook to the Swallows and Martins of the World. Christopher Helm. ISBN 978-0-7470-3202-1.
- Baker, E. C. Stuart (1926). The Fauna of British India, Including Ceylon and Burma. III (Birds) (2nd изд.). London: Taylor and Francis. стр. 248—253.

## Spoljašnje veze
- Xeno-Cantho oglašavanje
- Photos and videos
- Ageing and sexing (PDF; 2.0 MB) by Javier Blasco-Zumeta & Gerd-Michael Heinze